# Nances
Nances est une commune française située dans le département de la Savoie, en région Auvergne-Rhône-Alpes.
Village fleuri depuis 1998, la commune obtient quatre fleurs en 2006 et la mention supplémentaire mise en valeur de l'espace communal rural en 2008.

## Géographie

### Situation et description
Nances est une commune savoyarde de l'Avant-Pays savoyard, située au pied du col de l'Épine et sur la rive nord du lac d'Aiguebelette. Le village est adossé à la montagne de l'Épine, et descend progressivement vers le lac d'Aiguebelette par de belles pentes et de jolis coteaux d'orientation sud et sud-ouest très ensoleillés. Comme la montagne de l'Épine, elle fait partie géologiquement du massif du Jura.

### Géologie et relief
À l'est, Nances occupe le versant ouest de la montagne de l'Épine ainsi que son vaste plateau recouvert de forêts de résineux, ce versant est coupé d'impressionnantes falaises. À l'ouest, la commune est limitée par le thalweg de la Leysse et la rive occidentale de cette rivière. Au sud de l'éperon du château, il existe une grande plaine alluviale et marécageuse, jusqu'au lac. La partie nord du lac pour 81 hectares est située sur la commune de Nances.
L'altitude du chef-lieu se situe à 450 m.

### Communes limitrophes
| Novalaise | Marcieux            | La Motte-Servolex |
| Novalaise | Nances              | La Motte-Servolex |
| Novalaise | Aiguebelette-le-Lac | Saint-Sulpice     |

### Climat
Pour des articles plus généraux, voir Climat d'Auvergne-Rhône-Alpes et Climat de la Savoie.
En 2010, le climat de la commune est de type climat de montagne, selon une étude du Centre national de la recherche scientifique s'appuyant sur une série de données couvrant la période 1971-2000. En 2020, Météo-France publie une typologie des climats de la France métropolitaine dans laquelle la commune est exposée à un climat de montagne ou de marges de montagne et est dans la région climatique Alpes du nord, caractérisée par une pluviométrie annuelle de 1 200 à 1 500 mm, irrégulièrement répartie en été.
Pour la période 1971-2000, la température annuelle moyenne est de 10 °C, avec une amplitude thermique annuelle de 18,5 °C. Le cumul annuel moyen de précipitations est de 1 486 mm, avec 11,2 jours de précipitations en janvier et 8,5 jours en juillet. Pour la période 1991-2020, la température moyenne annuelle observée sur la station météorologique de Météo-France la plus proche, « Novalaise », sur la commune de Novalaise à 2 km à vol d'oiseau, est de 10,9 °C et le cumul annuel moyen de précipitations est de 1 443,4 mm,. Pour l'avenir, les paramètres climatiques de la commune estimés pour 2050 selon différents scénarios d'émission de gaz à effet de serre sont consultables sur un site dédié publié par Météo-France en novembre 2022.

### Transports et voies de communications
La commune peut être desservie par l'autoroute A43 reliant Lyon à Chambéry et à l'Italie, à la sortie 12 située à 1 km du chef-lieu à 1 km. Elle est directement desservie par la Route nationale 521d.
Par le rail, la gare ferroviaire la plus proche est la gare de Lépin-le-Lac - La Bauche située sur la rive sud-ouest du lac d'Aiguebelette à 5 km du chef-lieu et desservie par les TER Rhône-Alpes entre Lyon et Chambéry. La gare de Chambéry - Challes-les-Eaux assurant des liaisons par TGV avec Paris est pour sa part située à 20 km.
Enfin, l'aéroport le plus proche est l'aéroport de Chambéry - Savoie situé à 12 km. Les deux aéroports internationaux les plus proches sont ceux de Genève et de Lyon-Saint-Exupéry.

## Urbanisme

### Typologie
Au 1er janvier 2024, Nances est catégorisée commune rurale à habitat dispersé, selon la nouvelle grille communale de densité à sept niveaux définie par l'Insee en 2022.
Elle est située hors unité urbaine. Par ailleurs la commune fait partie de l'aire d'attraction de Chambéry, dont elle est une commune de la couronne,. Cette aire, qui regroupe 115 communes, est catégorisée dans les aires de 200 000 à moins de 700 000 habitants,.

### Occupation des sols
L'occupation des sols de la commune, telle qu'elle ressort de la base de données européenne d’occupation biophysique des sols Corine Land Cover (CLC), est marquée par l'importance des forêts et milieux semi-naturels (64,8 % en 2018), en diminution par rapport à 1990 (67,2 %). La répartition détaillée en 2018 est la suivante :
forêts (64,8 %), prairies (21,9 %), eaux continentales (7,9 %), zones industrielles ou commerciales et réseaux de communication (2,5 %), zones agricoles hétérogènes (2,4 %), zones urbanisées (0,5 %).
L'IGN met par ailleurs à disposition un outil en ligne permettant de comparer l’évolution dans le temps de l’occupation des sols de la commune (ou de territoires à des échelles différentes). Plusieurs époques sont accessibles sous forme de cartes ou photos aériennes : la carte de Cassini (XVIIIe siècle), la carte d'état-major (1820-1866) et la période actuelle (1950 à aujourd'hui).

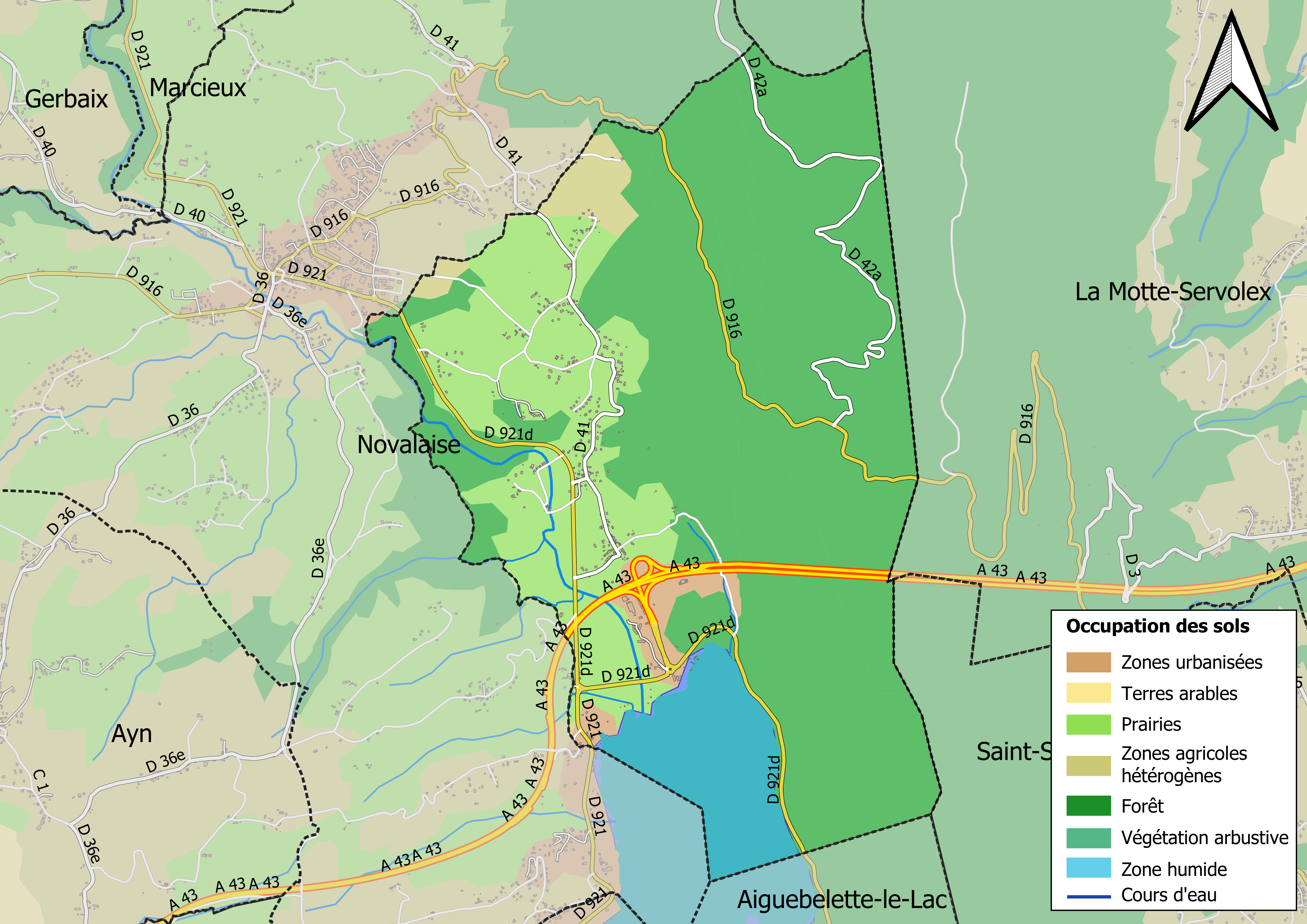
Carte des infrastructures et de l'occupation des sols en 2018 (CLC) de la commune.
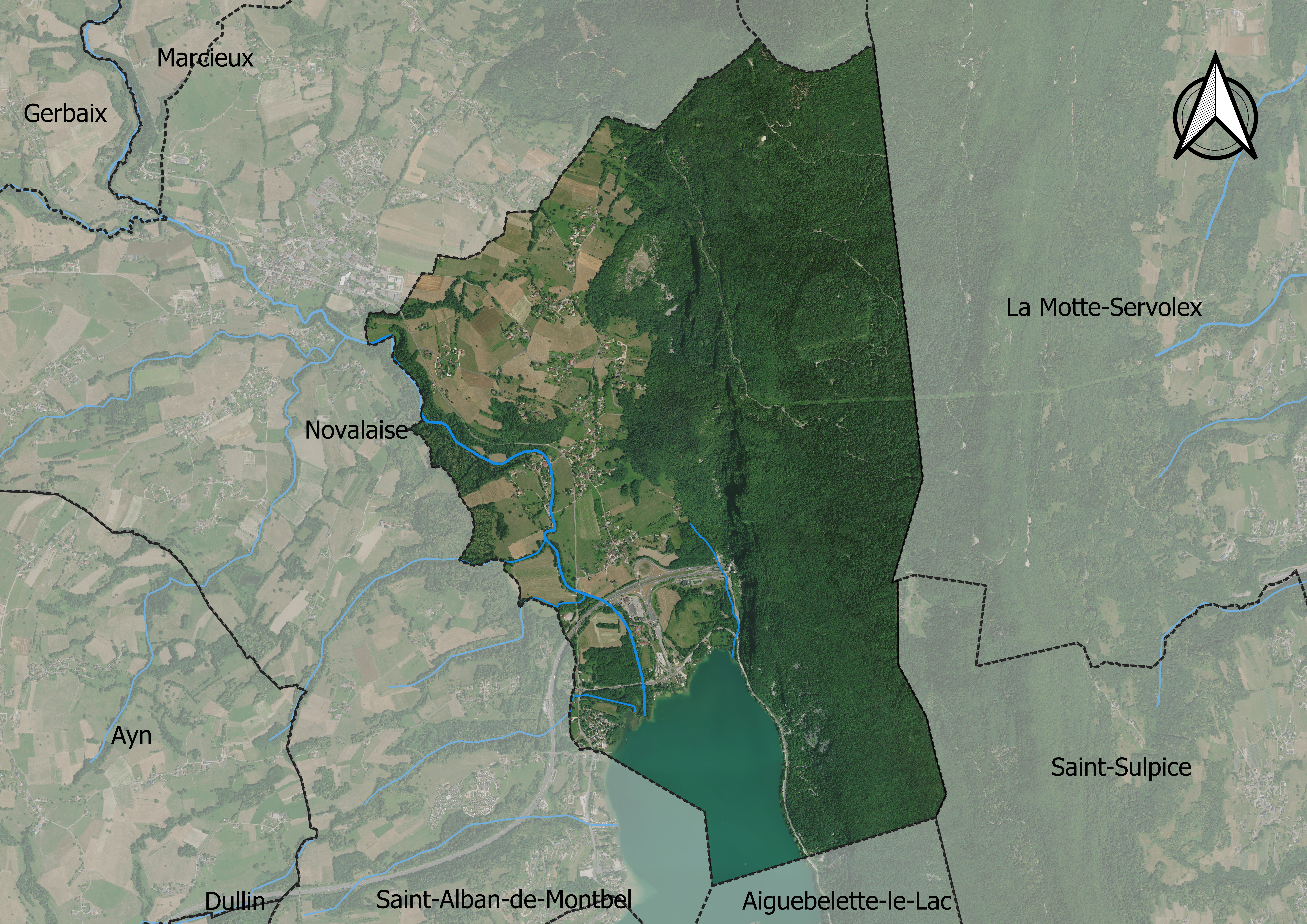
Carte orthophotogrammétrique de la commune.

## Toponymie
Capellanus de Nances en 1275 dans le pouillé de l'évêché de Belley ; Jacquemetus de Nances en 1308 (Mugnier, Not, hist, 316) ; Parrochia de Nances XIVe siècle, pouillé de l'évêché de Belley.
Le nom de la commune vient du gaulois « nanto » qui désigne une vallée (souvent encaissée), une rivière, ou un torrent,. Ceci est directement en lien avec la situation de la commune au pied de la falaise formée par la montagne de l'Épine.
Orthographié nan/nans/nant ou nanc-, la racine « nanto » est très présente dans la toponymie, notamment dans les régions de relief calcaire, où on la trouve associée aux dépressions plus ou moins étroites et profondes que l'on y rencontre, comme dans le cas de Nant (Aveyron), Nantua (Ain) ou Nancy (Meurthe-et-Moselle) (voir Nancy#Toponymie pour d'autres précisions sur cette racine) et dans le cas présent.
En francoprovençal, le nom de la commune s'écrit Nanse, selon la graphie de Conflans.
Le château de la commune comme la montagne proche porte le nom de L'Épine. Selon la légende, il proviendrait de la Sainte Épine du Christ ramené par le seigneur des lieux, Guillaume de Montbel, à son retour de la septième croisade. Toutefois, l'usage de ce nom est bien antérieur puisque la famille de L'Épine est déjà mentionné aux XIe siècle. Le toponyme dérive du latin Spina qui indique un lieu où il y a des épines.

## Histoire
Au Moyen Âge, un pèlerinage était organisé à la chapelle du Château de l'Épine qui renfermait une épine de la couronne du Christ. Cette relique fut rapportée lors de la quatrième croisade (1250) par Guillaume de Montbel, seigneur de l'Épine.
Durant la Révolution française, les révolutionnaires d'Albitte, surnommé le « Robespierre savoyard », démolirent le château et la précieuse relique disparut vers 1805.

### La seigneurie de l'Épine, dite de Montbel, puis de Montbel-Entremonts

Armes de la Famille de Montbel d'Entremont.

La seigneurie de l'Épine est une ancienne et grande seigneurie du Petit Bugey dont le centre se trouve au château éponyme. Elle est possédée au début du XIIe siècle jusqu'au début du XIIIe siècle par la famille de l'Épine, avant de passer par mariage à un Guillaume (I) d'Entremont.
En 1240, Guillaume (I) d'Entremont rend hommage-lige au comte de Savoie Amédée IV. À partir de 1260, le nom devient exclusivement de Montbel.
En 1308, une charte d’investiture est accordée par le comte Amédée V de Savoie au noble Guillaume de Montbel, de tous les biens et seigneuries par le dit Guillaume au dit comte,. Cette reconnaissance permet de connaître les limites de cette seigneurie : « Du sommet de la montagne de l'Épine jusqu'au banc de rocher de la Crusille et de là, par le banc de rocher des deux Banchets et Vergenucle jusqu'au Thiers (ou ruisseau du Tier) ; et du Thiers jusqu'au ruisseau de Maunant, du côté de Verthemex, en remontant de là, en ligne droite, jusqu'au sommet de la montagne et en redescendant jusqu'au Flon. ». La seigneurie contrôlent ainsi les paroisses suivantes : Nances, anciennement Saint-Jean-de-Novalaise, où se trouve le centre, Ayn, Dullin, Marcieux, Novalaise et Saint-Alban-de-Montbel. Le seigneur Guillaume de Montbel possède la juridiction et avec le droit de faire et tenir foires et marchés à Saint-Jean-de-Novalaise, le mercredi de chaque semaine.
En 1476, la seigneurie de Montbel est érigée en comté, au profit de Jacques de Montbel. En 1548, Sébastien de Montbel, achète la terre et le château de Saint-André, en Bugey, et en fait sa résidence principale. De par ses possessions de part et d’autre de la Savoie, il est comte de Clermont, de Montbel et d’Entremont, seigneur de Montellier, Nattages, Saint-Maurice, Saint André de Briord et chevalier de l’ordre du collier[réf. nécessaire]. Jacqueline de Montbel d'Entremont (1541-1599), seule fille légitime de Sébastien de Montbel, épouse en secondes noces l’amiral de Coligny qui sera victime des massacres de la Saint-Barthelemy en 1572. À son retour en Savoie, elle est emprisonnée et meurt en 1599 dans la prison d’Ivrée en Piémont. Elle est la dernière descendante du nom de Montbel.
Le fief et comté de Montbel, plus la seigneurie de l'Épine sont vendus en 1695 à Marc-Louis Deschamps, fils de Nicolas Deschamps. Ce dernier originaire de Villefranche-sur-Saône vient s’établir en Savoie. Il est conseiller du duc Charles-Emmanuel II dès 1653 et président de la Cour des comptes en 1672[réf. nécessaire].
En 1696, le comté de Montbel comprend deux châtellenies : celle d'Ayn, Nances et Saint-Alban-de-Montbel et celle de Novalaise, Marcieux et Rochefort. Le siège de la seigneurie est au château de l'Épine. Le fils de Marc-Louis Deschamps, Nicolas-Clair, né en 1687, lui succède comme seigneur. Marié à Jeanne-Marie Bouchage, il ne laisse qu’une fille : Jeanne Deschamps de Chaumont, mariée en 1741 à Honoré- Jean-Baptiste-Alexandre Piolenc, président du Parlement de Grenoble. Elle est comtesse de Montbel à la mort de son père. Elle fait donation à son fils Jean-Honoré de Piolenc (né en 1742) du comté de Montbel et du château de l'Épine[réf. nécessaire].
Jean-Honoré habite le château de l'Épine avec sa première femme Marie-Josephte-Etienne de Clugny qui est enterrée dans l’église de Nances en 1782 dans sa 29e année. De leur union sont nés quatre filles et un garçon. L’aînée des filles, Jeanne-Françoise-Victorine, se marie en 1794 avec Antoine-Athanase Royer-Collard qui sera médecin de Louis XVIII en 1814. C’est son fils Paul-Albert Royer-Collard (1797-1865) avocat à Paris qui revendique la forêt de l'Épine et le lac d'Aiguebelette[réf. nécessaire].
Paul Royer-Collard (1839-1913), le fils de Paul-Albert, fait plusieurs transactions avec les communes et obtient la pleine propriété des forêts en 1884 après avoir fait le partage avec son frère Henri-Antoine. En 1886, il vend aux frères Vadon, banquiers dans la Loire, 295 hectares de forêts sur la commune de Nances, 39 hectares sur Marcieux, 10 ares sur Verthemex, 25 hectares sur Novalaise. Dans le même acte, Paul Royer-Collard se réserve la propriété du vieux château de Montbel à Novalaise et s'attache à faire valoir son droit de propriété sur la partie nord du lac d’Aiguebelette qui est incluse dans le comté de Montbel depuis 1308.
C’est à la suite d'un procès en 1893 avec la famille de Chambost qu’il récupère la partie nord du lac qui faisait partie du comté de Montbel à l’origine. Le 27 juin 1909 a lieu la vente des droits d’utilisation des eaux du lac d’Aiguebelette par MM. Paul Royer-Collard et de Chambost à la ″Société hydroélectrique de La Bridoire″ (SHEB) dont le siège est à Lyon. Il s’agit d’une concession du droit de modifier le régime des eaux du lac d’Aiguebelette sous certaines conditions. L’acte est enregistré chez Me Gondrand, notaire au Pont-de-Beauvoisin.
Le 20 novembre 1919, les descendants de Paul Royer-Collard vendent par adjudication la partie nord du lac d’Aiguebelette à la "Société hydroélectrique de La Bridoire" à laquelle succède le 10 décembre 1930 la "Société Générale Force et Lumière" (SGFL). Le 21 mai 1946, à la suite des nationalisations, les biens de la SGFL sont transférés à EDF.

## Politique et administration
| Période                                  | Période      | Identité                               | Étiquette | Qualité |
| ---------------------------------------- | ------------ | -------------------------------------- | --------- | --- |
| Les données manquantes sont à compléter. |              |                                        |           | |
| 1860                                     | 1865         | Joseph Bellemin (1812-1865)            | ...       | ... |
| 1866                                     | 1870         | Jacques Chaperon (1815-1890)           | ...       | ... |
| 1871                                     | 1873         | Joseph Veuillet (1825-1895)            | ...       | ... |
| 1874                                     | 1891         | Joseph Bellemin (1838-1902)            | ...       | Fils de feu Joseph |
| 1892                                     | 1905         | François Guillet (1844-1918)           | ...       | ... |
| 1906                                     | 1918         | Joseph Marie Bellemin (1856-1927)      | ...       | ... |
| 1919                                     | 1926         | Joseph Merle (1862-1947)               | ...       | ... |
| 1927                                     | 1928         | Edouard Lacoste (1870-1940)            | ...       | ... |
| 1929                                     | 1943         | Joseph Merle (1862-1947)               | ...       | ... |
| 1944                                     | 1944         | Eugène-Jean Bellemin Cadet (1900-1985) | ...       | Comité local de libération |
| 1945                                     | 1952         | Eugène-Jean Bellemin Cadet (1900-1985) | ...       | ... |
| 1953                                     | 1971         | Alexandre Michaud (1920-2011)          | ...       | ... |
| 1972                                     | 1976         | Robert Grenier                         | ...       | ... |
| 1977                                     | janvier 2017 | Bernard Veuillet (1943-2017)           | DVG       | Retraité Conseiller régional de Rhône-Alpes (1998 → 2004) Président de la CC du Lac d'Aiguebelette (1998 → 2014) Décédé en fonction |
| mars 2017                                | En cours     | Alexandre Fauge                        | ...       | ... |

## Population et société

### Démographie
Les habitants de la commune sont appelés les Nanceyard(e)s.

L'évolution du nombre d'habitants est connue à travers les recensements de la population effectués dans la commune depuis 1793. Pour les communes de moins de 10 000 habitants, une enquête de recensement portant sur toute la population est réalisée tous les cinq ans, les populations de référence des années intermédiaires étant quant à elles estimées par interpolation ou extrapolation. Pour la commune, le premier recensement exhaustif entrant dans le cadre du nouveau dispositif a été réalisé en 2008.

En 2022, la commune comptait 534 habitants, en évolution de +11,48 % par rapport à 2016 (Savoie : +3,63 %, France hors Mayotte : +2,11 %).
| 1793 | 1800 | 1806 | 1822 | 1838 | 1848 | 1858 | 1861 | 1866 |
| ---- | ---- | ---- | ---- | ---- | ---- | ---- | ---- | ---- |
| 359  | 338  | 421  | 414  | 444  | 388  | 377  | 295  | 306  |

| 1872 | 1876 | 1881 | 1886 | 1891 | 1896 | 1901 | 1906 | 1911 |
| ---- | ---- | ---- | ---- | ---- | ---- | ---- | ---- | ---- |
| 321  | 320  | 265  | 260  | 246  | 244  | 220  | 242  | 265  |

| 1921 | 1926 | 1931 | 1936 | 1946 | 1954 | 1962 | 1968 | 1975 |
| ---- | ---- | ---- | ---- | ---- | ---- | ---- | ---- | ---- |
| 222  | 214  | 214  | 192  | 216  | 183  | 150  | 138  | 190  |

| 1982 | 1990 | 1999 | 2006 | 2008 | 2013 | 2018 | 2022 | - |
| ---- | ---- | ---- | ---- | ---- | ---- | ---- | ---- | - |
| 188  | 237  | 330  | 404  | 428  | 447  | 502  | 534  | - |

### Enseignement
La commune est rattachée à l'académie de Grenoble.

## Économie
Le commune fait partie de l'aire géographique de production et transformation du « Bois de Chartreuse », la première AOC de la filière Bois en France,.
Nances fait également partie de l'aire géographique de l'IGP Pommes et Poires de Savoie.

## Culture et patrimoine

### Lieux et monuments
- Le marais avec la Conche de Nances[M 1], qui est une sorte de poche intérieure du lac jouxtant l'arrivée de la Leysse dans le lac d'Aiguebelette.
- Le murgeret, zone d'éboulis, qui remonte à la même époque que l'éboulement du mont Granier, caractérisé par un paysage aride qui tranche avec les riches pâturages voisins.
- La grotte au Loup[M 1] est un amas naturel de rochers, situé à environ dix minutes de l’église, à pied. Cet abri sous roches situé au milieu de la forêt a toujours attiré l’attention. Il possède un chemin d’accès impressionnant sur une dizaine de mètres avec un mur de soutènement de plus de 2 mètres de hauteur, fait de pierres importantes bien appareillées.

Le 21 décembre, jour du solstice d’hiver, lorsque le soleil est le plus bas sur l’horizon : vers les 16 heures, le disque du soleil vient s’installer parfaitement dans l’orifice ménagé par l'amoncellement de rocher de la grotte, la traverse pour aller éclairer plus loin un amas pierreux.
Le 21 juin, jour du solstice d’été lorsque le soleil est le plus haut sur l’horizon : vers les 9 heures les rayons du soleil viennent éclairer le fond d’un orifice servant d'échappatoire à la grotte en contrebas.
- L'église Saint-Pierre-et-Saint-Blaise, selon les plans de l'architecte Revel.
- La chapelle Sainte-Rose, dont la fondation remonte en 1672 à la suite du testament de Me Claude Deschamps, sur les vestiges d'un bassin circulaire plus ancien. Lieu de pèlerinage pour implorer la pluie pendant la saison sèche.
- Le site remarquable du chef-lieu avec la restauration de la cure de la mairie et de l'église ombragée par un tilleul planté au XVIIe siècle[M 1].
- La vue sur le bâtiment du CESAR, qui accueille le central de contrôle de tout le réseau AREA, un bâtiment futuriste qui tranche avec l'aspect bucolique et rural du bassin d'Aiguebelette.
- Le Cléo, un club libertin connu dans toute la région est situé sur la commune, le long de l'A43.

#### Châteaux de l'Épine

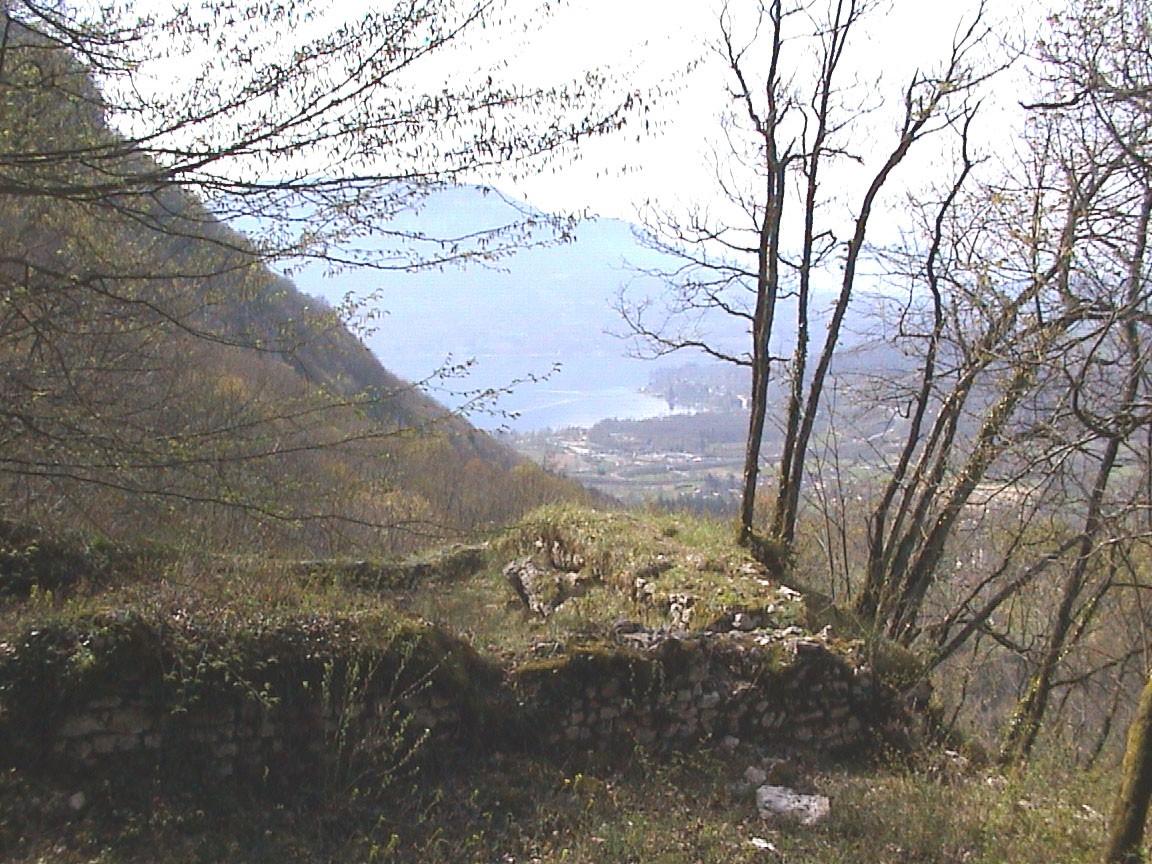
Ruines du vieux château de l'Épine.

Le vieux château de l'Épine est le premier château féodal situé sur la commune, « au-dessus des lieux-dits « Sous le Vieux Château » et les « Tours », au nord-est de la commune ». Son édification remonte, selon les fouilles des années 1966-70, au XIe siècle. Il appartenait aux premiers seigneurs de l'Épine, dont les premières mentions se rencontrent dès le XIe siècle. Le château porte d'ailleurs le nom de l'Épine, selon Adolphe Gros avant 1118, dans une donation du comte Amédée III à l'évêché de Belley.
Les fouilles ont permis de mettre au jour les ruines d'une imposante forteresse dont les dimensions sont de 75 mètres entre ses extrémités nord et sud, et 50 mètres d'ouest en est. Les chercheurs ont estimé une « douzaine de salles ou terrasses encloses de murs, s'échelonnant sur 4 à 5 niveaux différents ». Un grand édifice a été également été trouvé et pouvant s'apparenter au donjon
Ce château semble avoir été détruit par un éboulement de la falaise contigüe de Chavaroche, probablement des suites de l'écroulement du Granier, en 1248.

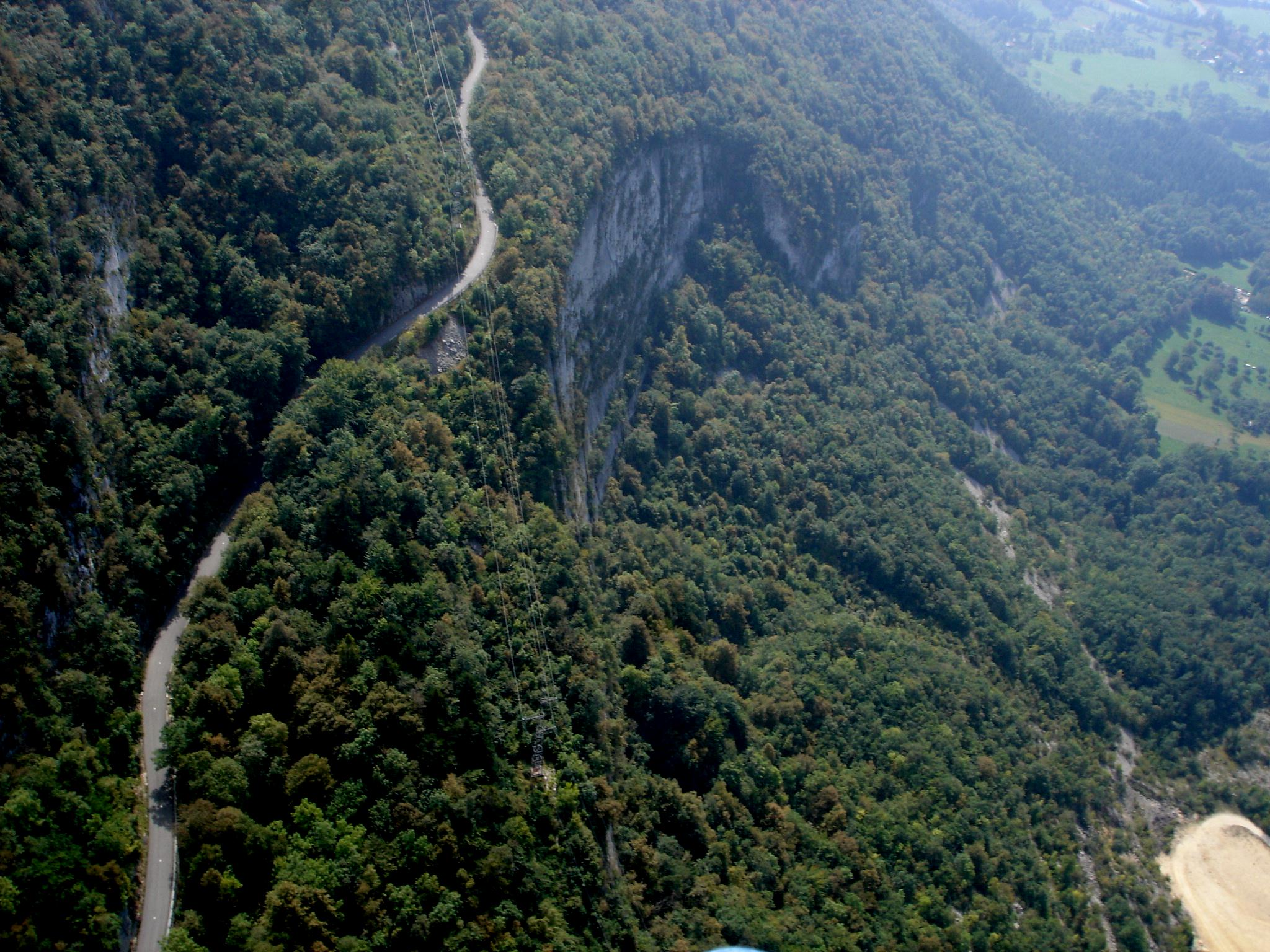
Eboulement du rocher de Chavaroche.

Un château second dit de l'Épine est construit au XIIIe siècle, postérieur à 1250.

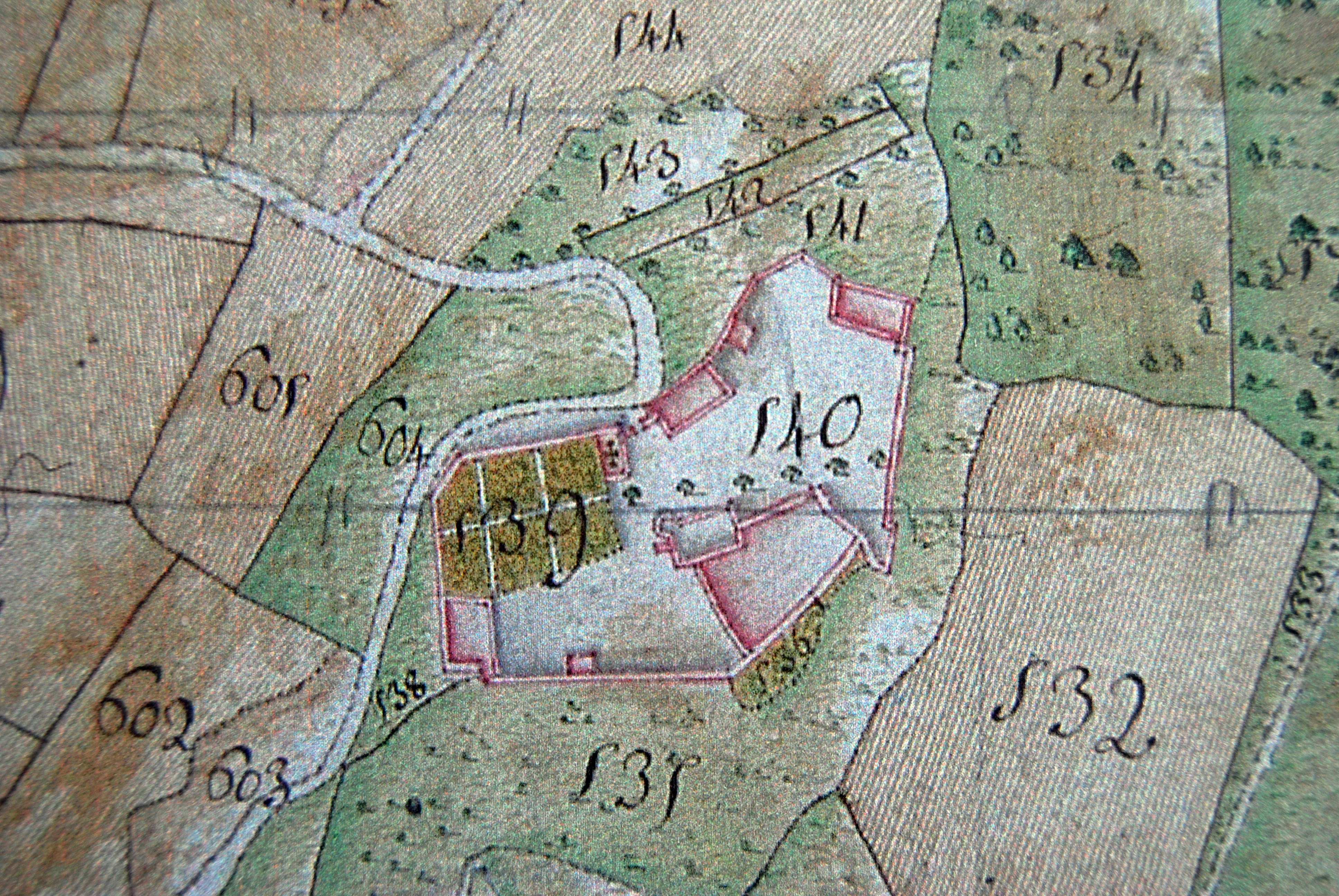
Plan du second château de l'Épine, Mappe sarde (1730)

Sur la Mappe sarde de 1730, on peut voir l’ensemble du domaine ceint de remparts, avec l’emplacement de la construction du château et sa ferme toujours visible aujourd’hui. À l’entrée côté est, marqué d’une croix, c’est la chapelle du château où était conservée la relique dite de la Sainte Épine du Christ. Cette relique, selon la légende, aurait été rapportée par Guillaume de Montbel, lors de la septième croisade de Saint Louis. Le 2 juin 1742, elle fait l’objet d’un contrat chez Me Frandin, notaire à Pont-de-Beauvoisin. Elle est déposée dans la chapelle Notre-Dame de l’église de Nances pour être exposée à la dévotion des fidèles, en accord avec Nicolas Deschamps, comte de Montbel[réf. nécessaire].
« Elle est enfermée dans un petit coffre de fer, dans une bourse de taffetas blanc à fleur d’or et d’argent, et dans une croix de saphir garnie de dix diamants d’un côté et de l’autre d’une garniture d’émailles sur or et argent avec une croix montée sur argent doré et composé de quatorze petits diamants à facettes et de neuf émeraudes assez grosses et d’une belle couleur appartenant au dit Nicolas Deschamps, marquis de Chaumont, baron Dejuis, seigneur de Rechefort et comte de Montbel »[source insuffisante].
Vers 1770, Jeanne Deschamps épouse de Jean-Baptiste de Piolenc installe une fabrique de faïences et de poterie à feu au château de l’Épine. En 1775, elle livre au château de Chambéry 61 vases de nuit pour le passage du comte de Savoie[source insuffisante].
Lors de l'invasion du duché de Savoie par les troupes révolutionnaires françaises en 1792, le château est en grande partie démoli, par Antoine Louis Albitte, surnommé le Robespierre savoyard. Abandonné, il s’écroule vers 1840. Jacques Chaperon de Chambéry se rend propriétaire des ruines et construit vers 1870 une maison bourgeoise à l’emplacement du château.

### Espaces verts et fleurissement
Depuis 1977, la commune n'a cessé d'évoluer en matière d'embellissement floral. Ainsi, le village a remporté trois prix départementaux. Au concours national des villes et villages fleuris, la première fleur (premier niveau) est arrivée en 1998. La seconde fleur est obtenue en 2000, puis la troisième en 2002.
En 2006, la commune de Nances obtient pour la première fois le label « ville fleurie quatre fleurs », attribué par le Conseil national de villes et villages fleuris. En 2008, elle reçoit en plus le prix de la mise en valeur de l'espace communal rural. Elle obtient en janvier 2018, pour la 5e fois le label « ville fleurie quatre fleurs »,.

### Manifestation sportive
Du 31 août au 7 septembre 1997, la commune accueillit, sur la rive est du lac d'Aiguebelette, plusieurs milliers de spectateurs sur la zone d'arrivée des 27ème Championnats du Monde d'aviron.

### Cinéma
En décembre 2016, plusieurs scènes de la série de TF1 Dans l'Ombre du Tueur, réalisée par Eric Valette, furent tournées sur la commune, notamment à la Maison du Lac.

### Héraldique
| Blason de Nances | Blason  | De gueules à la fasce d'argent, à la bande de sable brochant sur le tout. |
| Blason de Nances | Détails | Le statut officiel du blason reste à déterminer.                          |

Quelques photos de divers sites de la commune
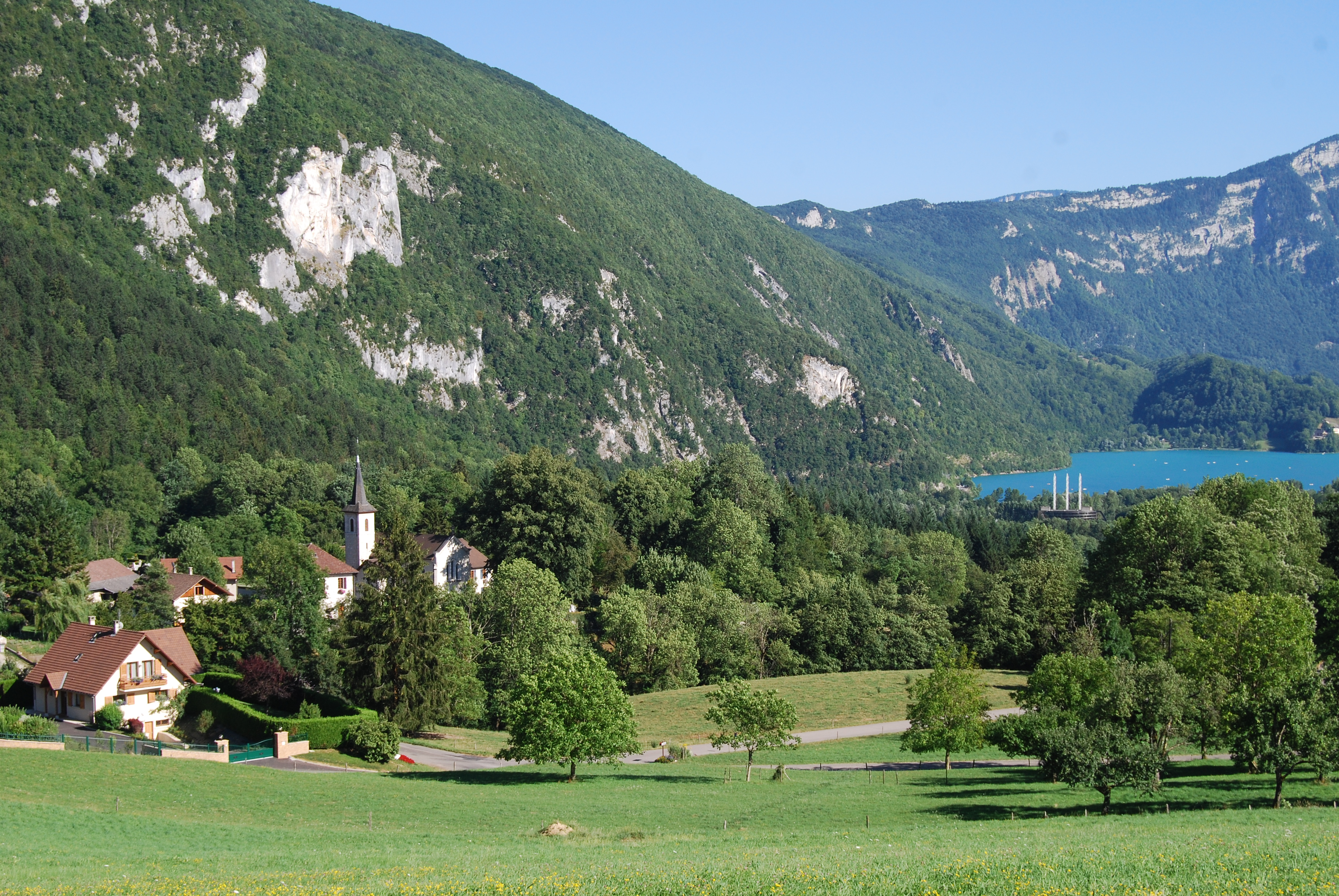
Le Chef-lieu et le lac
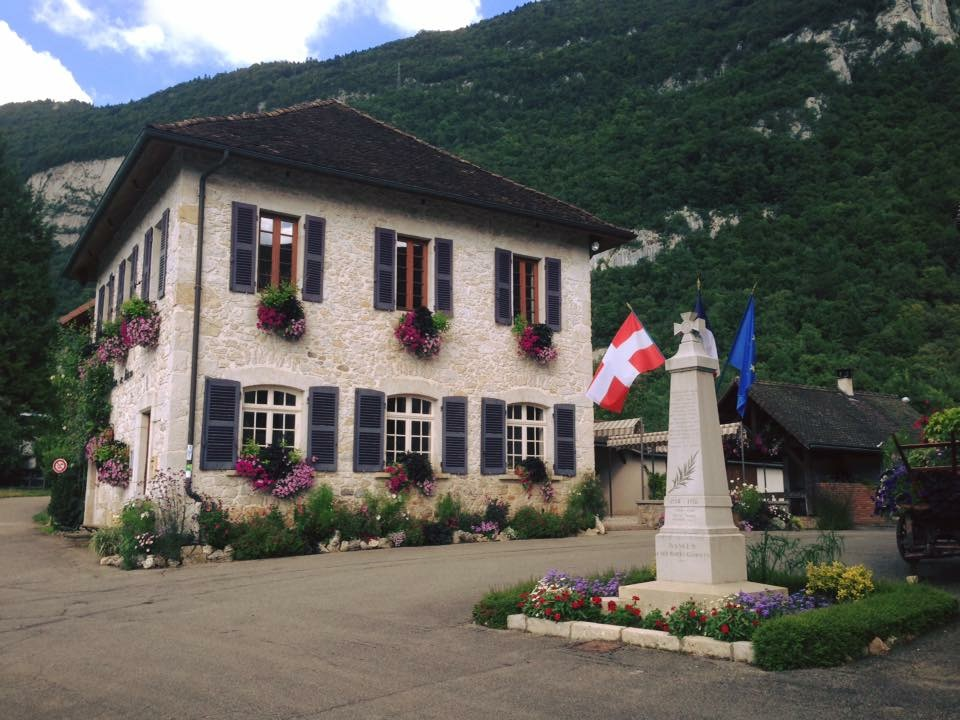
La Mairie de Nances
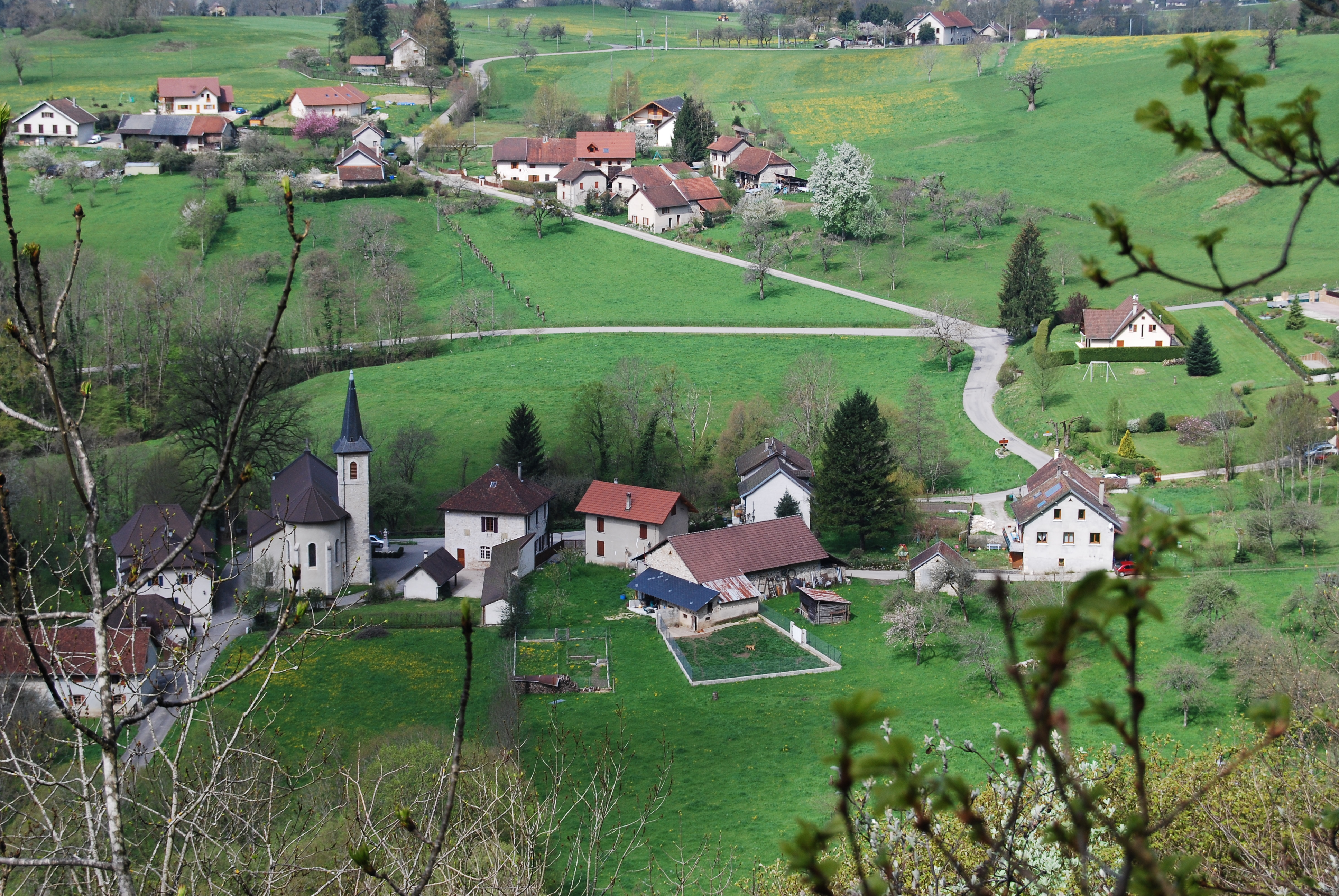
Le Chef-lieu et le hameau du Gigot
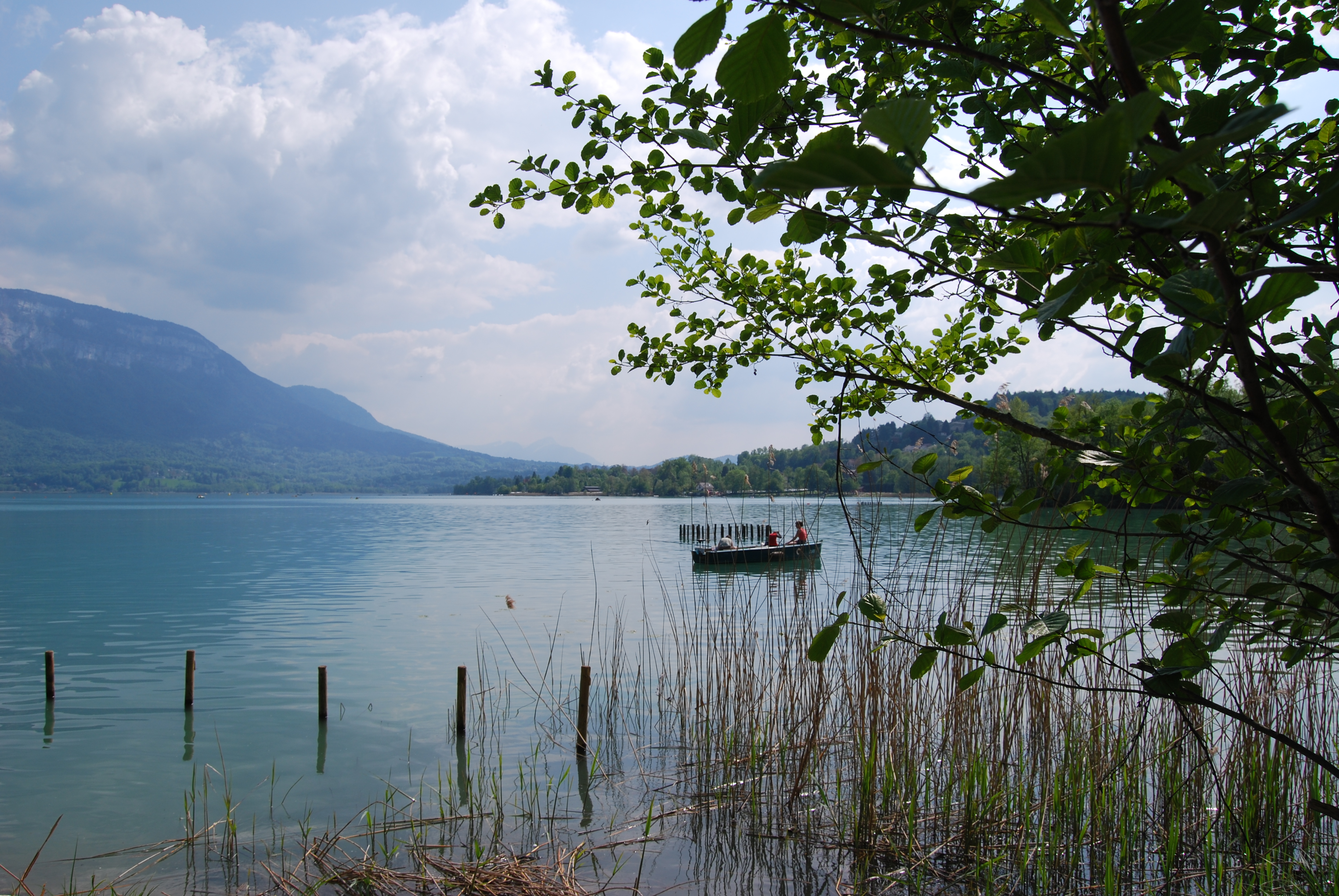
Le Lac, côté Nances
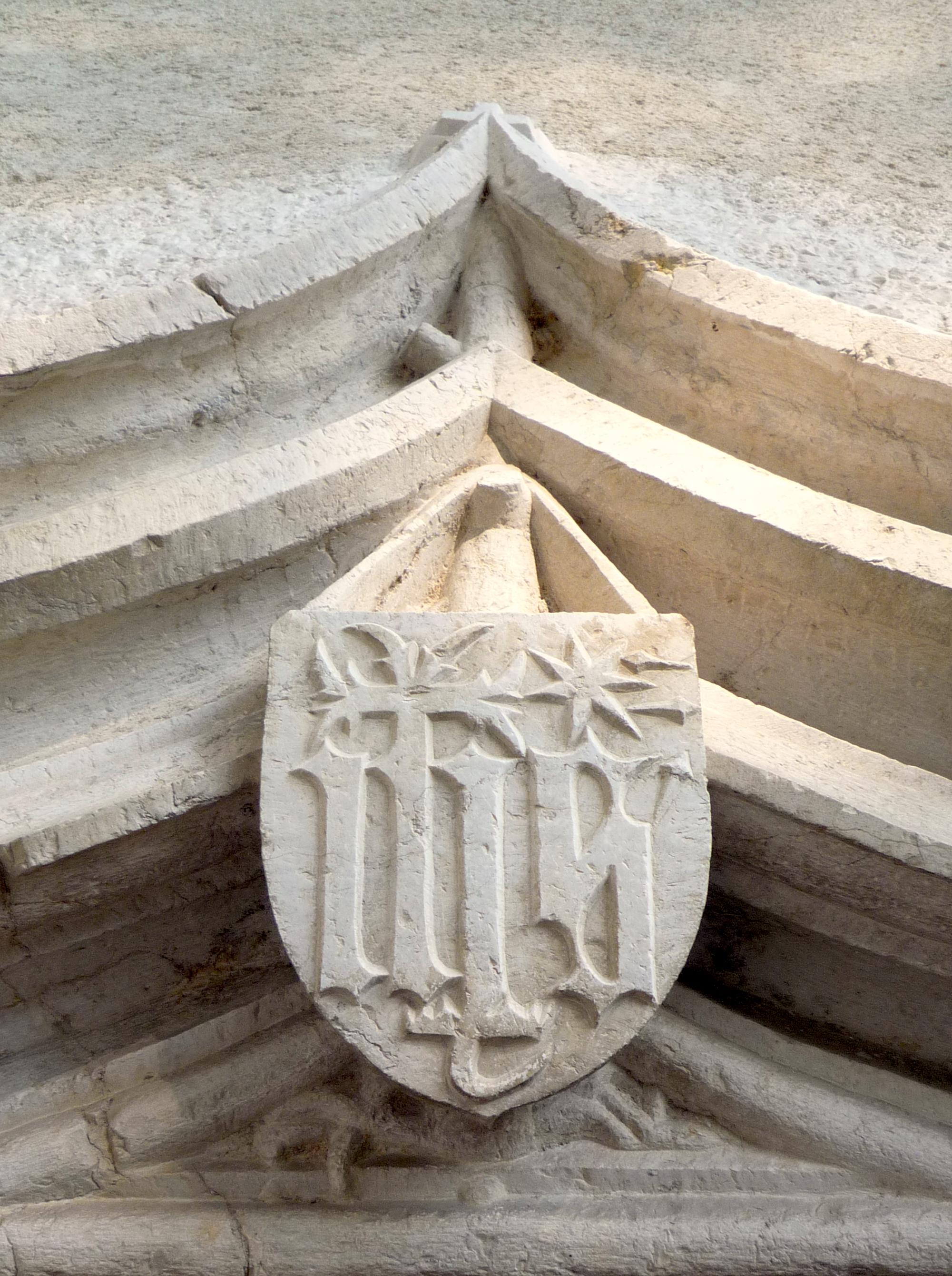
Détail de la porte de l'église
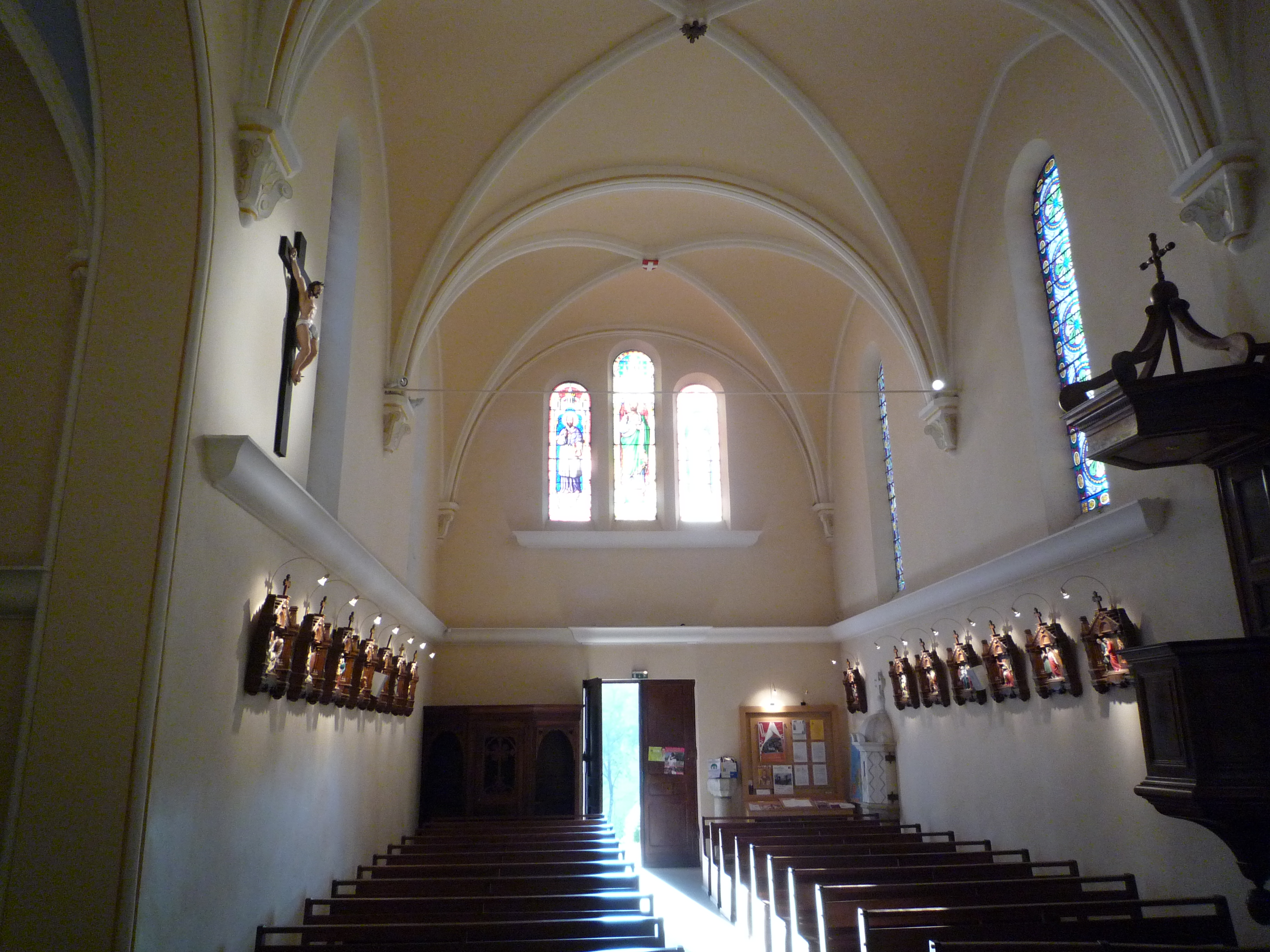
L'intérieur de l'église
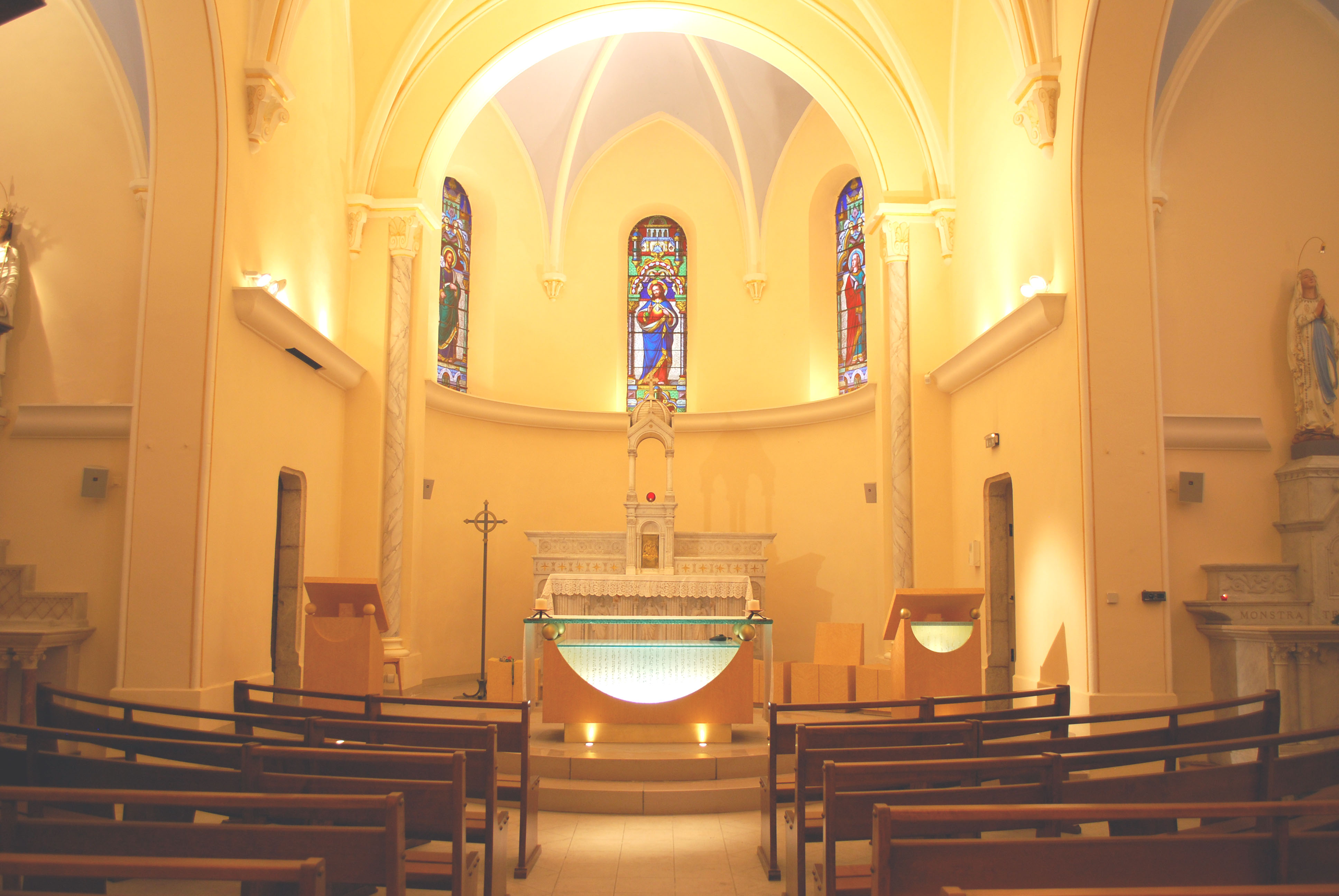
Le chœur de l'église
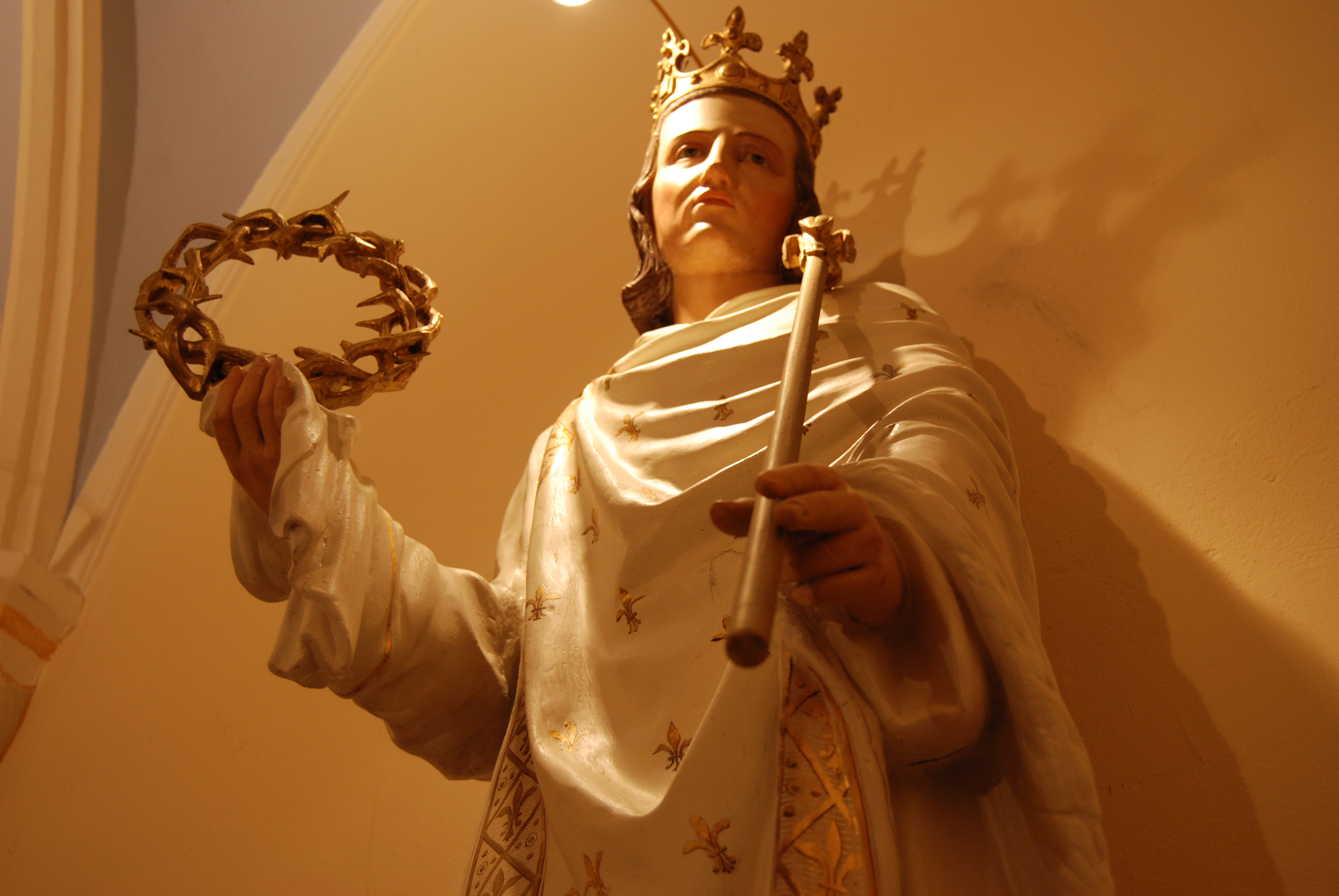
Statue de St-Louis dans l'église de Nances
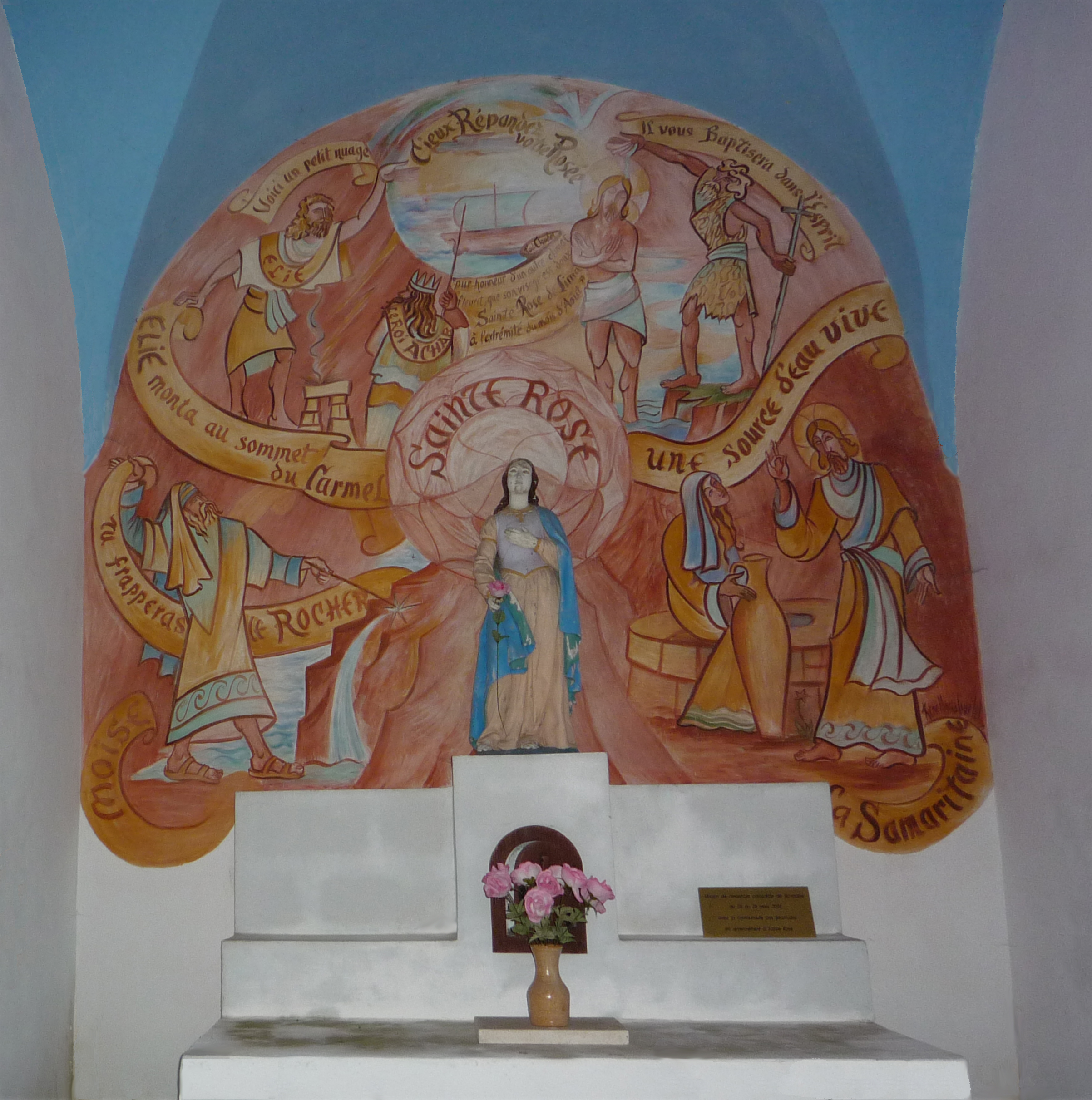
Fresque de la Chapelle Sainte-Rose
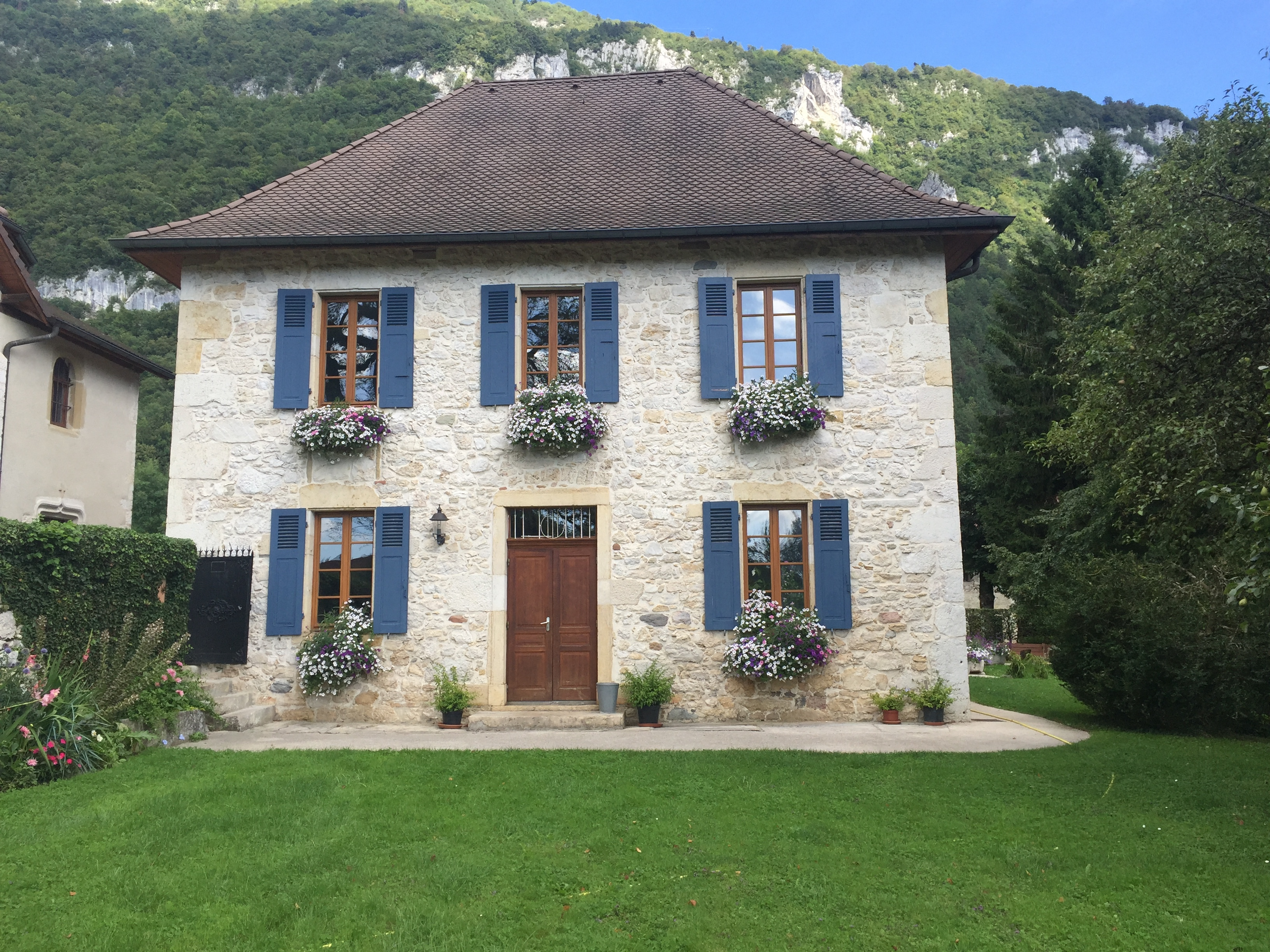
L'ancien Presbytère
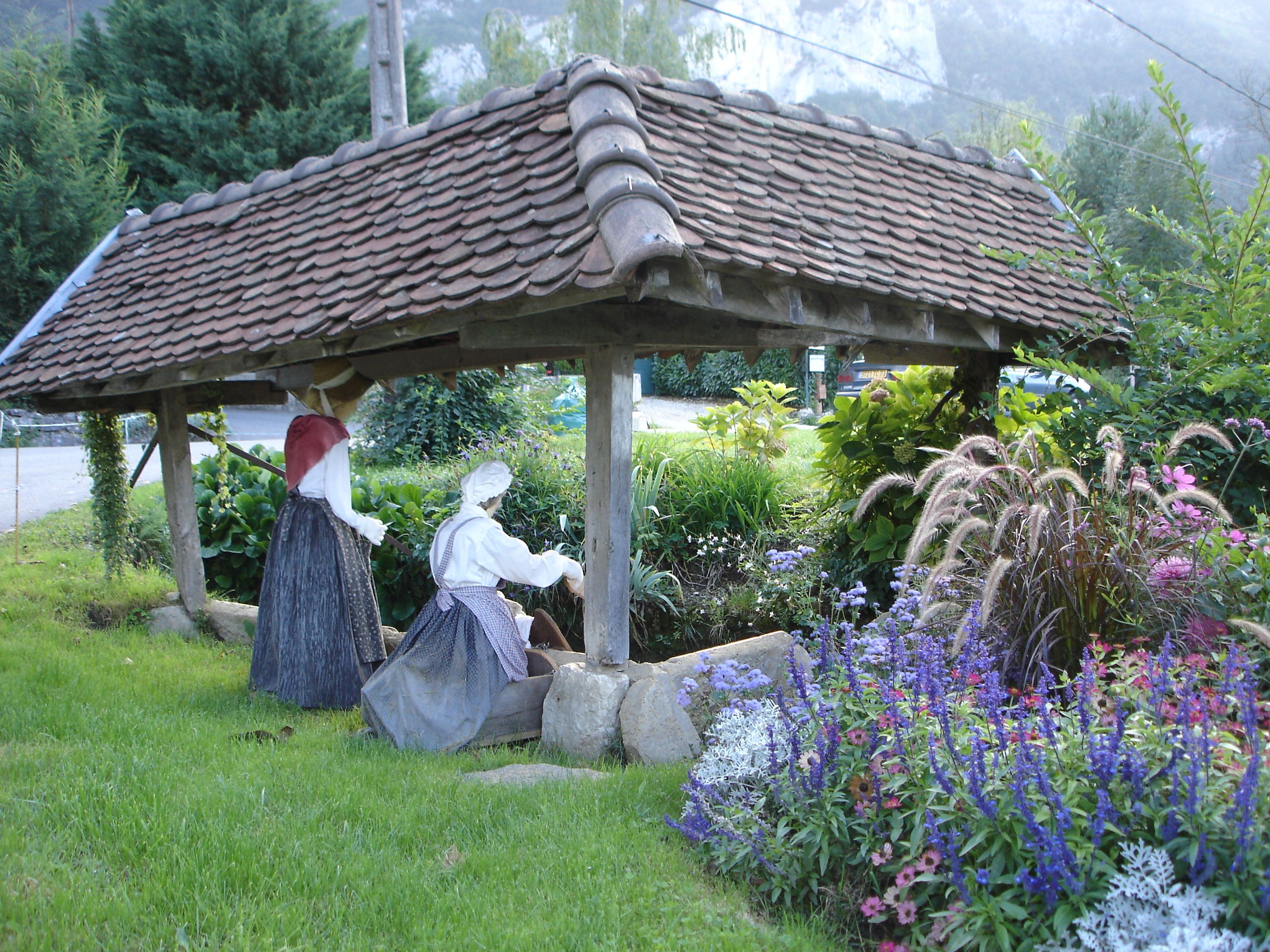
Le lavoir avec ses personnages
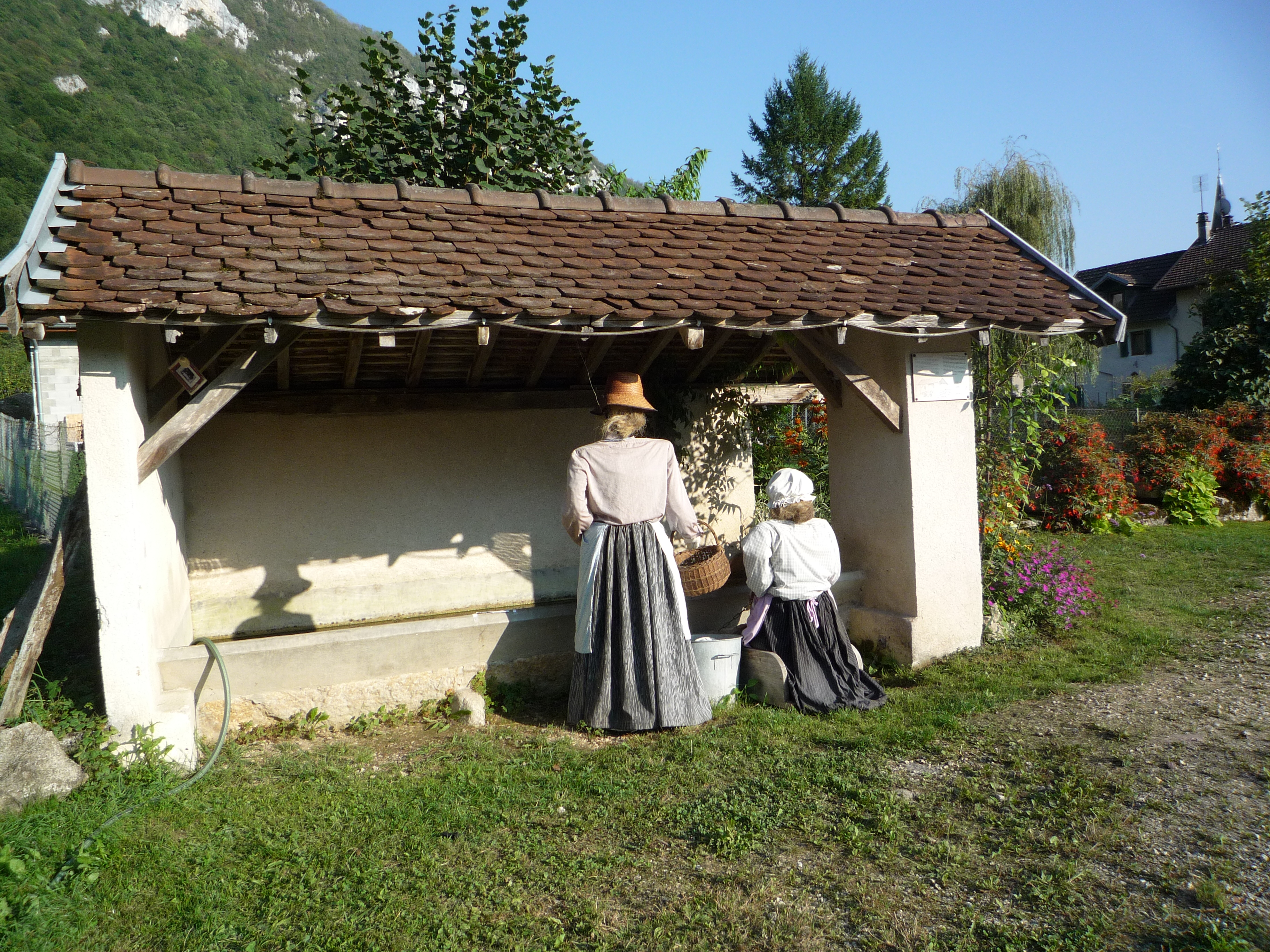
Le lavoir avec ses personnages
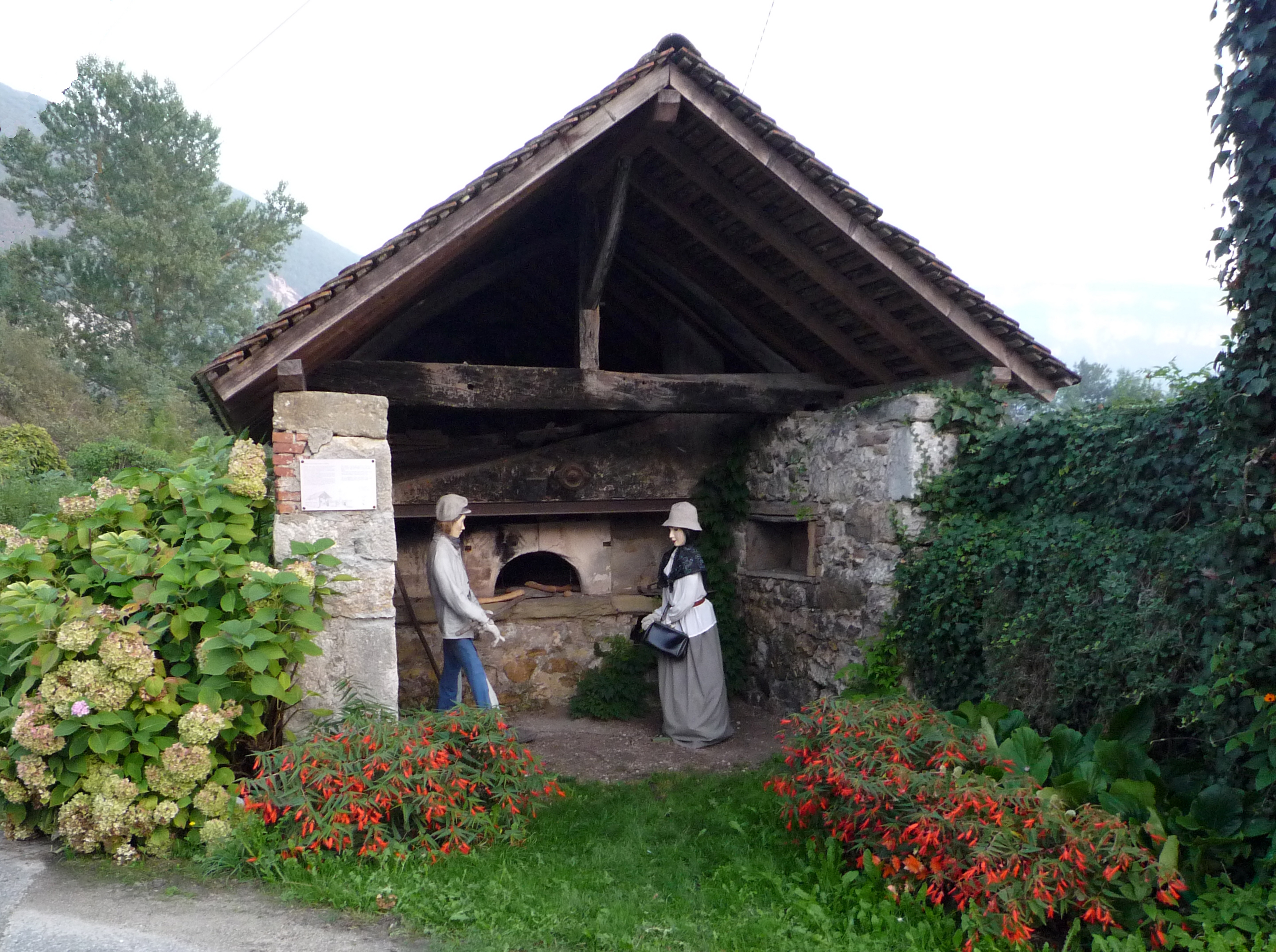
Le four à pain avec ses personnages
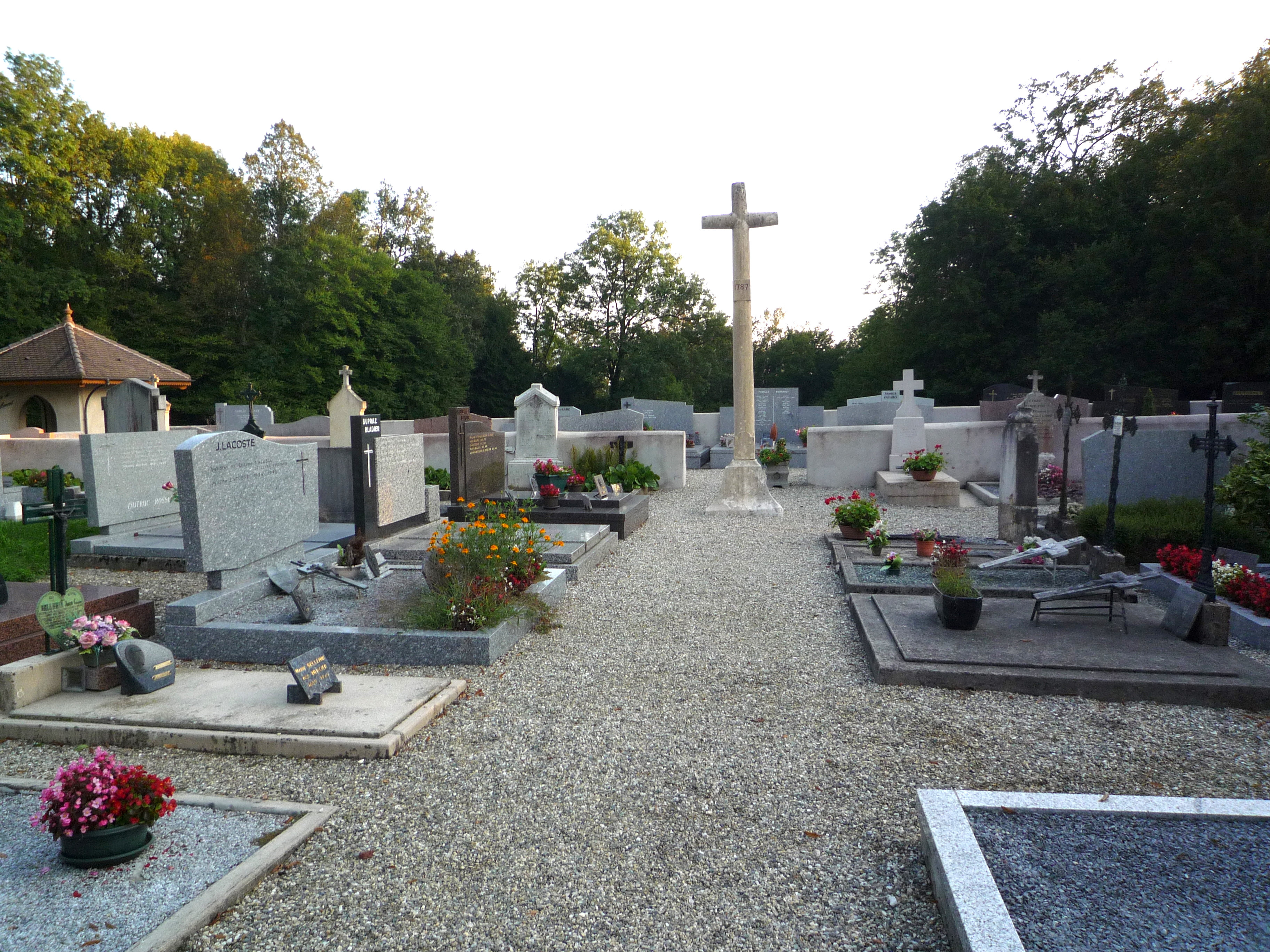
Le Cimetière communal de Nances